# أعمال ميغيل دي ثيربانتس
ميغيل دي ثيربانتس سافيدرا (بالإسبانية: ميغيل دي ثيربانتس) كاتب مسرحي وروائي، شاعر إسباني ولد في ألكالا دي إيناريس، مدريد، إسبانيا في 29 سبتمبر 1547. وتعد رواية دون كيخوطي دي لا مانتشا (1605 - 1615 م) التي صدرت عام من أشهر أعماله. وقد تركت حياة ثيرفانتس الحافلة بالأحداث أثرا بليغاً في أعماقه، ويظهر ذلك في روح السخرية والدعابة التي تميز أعماله. ويُعتبر من بين أشهر الشخصيات الإسبانية في العالم، ولذلك فقد قامت إسبانيا بتكريمه واضعة صورته على قطعة الـ50 سنتاً الجديدة. وبالمثل فإن جائزة ثيربانتس التي تحمل اسمه تعد بمثابة تكريما له على عمله دون كيخوتي والذي يعد من أعظم الأعمال التي صدرت باللغة الإسبانية. وتوفي في مدريد، إسبانيا في 22 أبريل 1616.

## أعماله
| سنة النشر   | العمل الأدبي                       | الاسم الإسباني                        |
| ----------- | ---------------------------------- | ------------------------------------- |
| 1585        | لا جالاتيا (رواية)                 | La Galatea                            |
| 1605 - 1615 | دون كيخوتي                         | Don Quijote de la Mancha              |
| 1613        | الغجرية (رواية)                    | La gitanilla                          |
|             | العاشق المتحرر (رواية)             | El amante liberal                     |
| 1613        | الإسبانية الإنجليزية (رواية)       | La española inglesa                   |
|             | قوة الدم (رواية)                   | La fuerza de la sangre                |
| 1613        | الغيور الإكستـريمادوري (رواية)     | El celoso extremeño                   |
| 1613        | الخريج الهش (رواية)                | El licenciado Virdriera               |
|             | حوار الكلاب (رواية)                | El coloquio de los perros             |
| 1616        | أعمال بيرسيليس وسيخيسموندا (رواية) | Los trabajos de Persiles y Sigismunda |
|             | العذراوات الاثنان (رواية)          | las dos doncellas                     |